# Finger Lakes

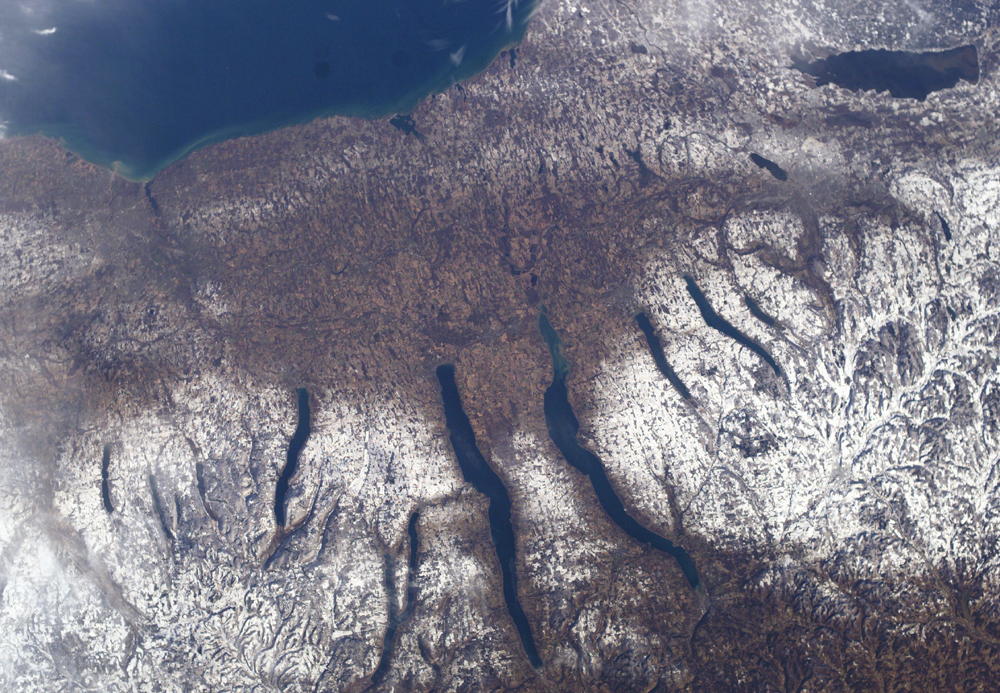
I Finger Lakes visti da satellite

I Finger Lakes sono undici laghi di origine glaciale situati nella parte settentrionale dello stato di New York, negli Stati Uniti.

## Descrizione

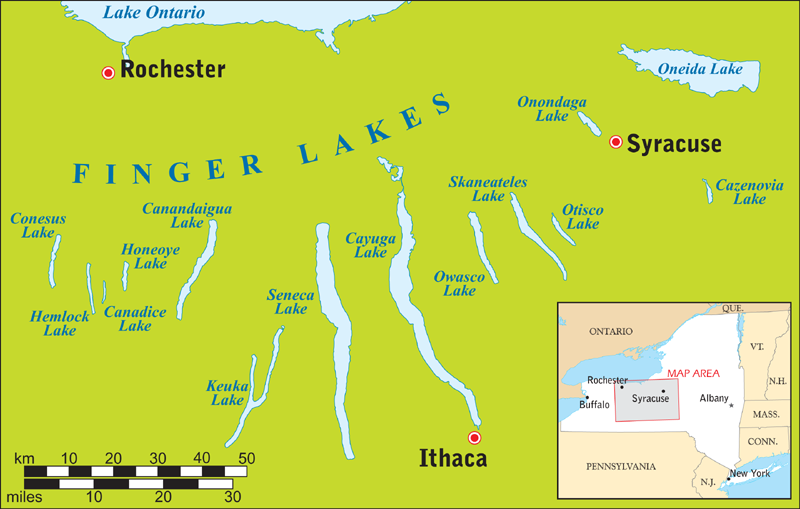
Mappa della regione insieme ai laghi Onondaga, Oneida e Cazenovia, ad est

I laghi, che hanno una forma allungata e sono orientati su un asse nord-sud, derivano da fiumi che fluivano verso nord, gettandosi nel lago Ontario. Il nome deriva dal fatto che i laghi principali ricordarono ai primi cartografi della zona le dita (in inglese finger) di una mano.
I due laghi maggiori sono il Cayuga e il Seneca, che sono lunghi entrambi circa 60 km, larghi poco più di cinque, e sono tra i laghi più profondi degli Stati Uniti; prendono il loro nome da due nazioni irochesi, che governarono la regione fino alla rivoluzione americana.
Ad est di questi due laghi si trovano l'Otisco, Owasco e lo Skaneateles, mentre ad ovest vi sono il Keuka (l'unico ad avere una forma ad Y), il Canandaigua, l'Honeoye, il Canadice, l'Hemlock e il Conesus.
La regione dei Finger Lakes è una popolare meta turistica; inoltre sulle sue sponde sorgono un centinaio di aziende vinicole, e nella regione è presente una American Viticultural Area. Le principali città della regione sono Ithaca, Rochester e Geneva.